# ساراي إيوني سيرانو
ساراي إيوني سيرانو أفونسو (بالإسبانية: Saray Ione Serrano Afonso، ولدت في 26 أبريل 1979، لاس بالماس دي غران كناريا، جزر الكناري، إسبانيا) سبّاحة متزامنة إسبانية.
حصلت على الميدالية الذهبية في بطولة أوروبا للسباحة المتزامنة عام 2004.

## إنجازاتها

### بطولة العالم للسباحة (المتزامنة)
- 2003 برشلونة  إسبانيا:  ميدالية فضية في سباق السباحة المتزامنة في فئة الفرق- الكومبو الحرة (Combination routine).

### بطولة أوروبا للسباحة (المتزامنة)
- 2004 مدريد  إسبانيا:  ميدالية ذهبية في سباق السباحة المتزامنة في فئة الفرق- الكومبو (Combination routine).
- 2004 مدريد  إسبانيا:  ميدالية فضية في سباق السباحة المتزامنة في فئة الفرق (Team routine).